# Herbert von Petersdorff
Herbert von Petersdorff (Berlijn, 21 maart 1881 - Darmstadt, 5 juli 1964) was een Duits zwemmer.
Herbert von Petersdorff nam eenmaal deel aan de Olympische Spelen; in 1900. In 1900 maakte hij deel uit van het Duitse team dat goud wist te veroveren op het onderdeel 4x200 m vrije slag. Hij nam tevens deel aan het onderdeel waterpolo.
Von Petersdorff speelde voor de club Deutscher Schwimm-Verband Berlin.
Julius Frey · 
Max Hainle · 
Ernst Hoppenberg · 
Herbert von Petersdorff · 
Max Schöne
Hans Aniol · 
Paul Gebauer · 
Max Hainle · 
Georg Hax · 
Gustav Lexau · 
Herbert von Petersdorff · 
Fritz Schneider